# Öxney
Öxney är en ö i republiken Island.   Den ligger i fjorden Breiðafjörður vid mynningen av Hvammsfjörður i regionen Västlandet, 110 km norr om huvudstaden Reykjavík. Söder om Öxney, men helt nära, ligger den större ön Brokey. Den förste bosättaren som tog dessa båda öar var Erik Röde, och Öxney var också den sista plats som han bodde på innan han lämnade Island och for till Grönland efter att på Torsnästinget år 982 ha dömts fredlös för dråp.
Inlandsklimat råder i trakten. Årsmedeltemperaturen i trakten är 0 °C. Den varmaste månaden är juli, då medeltemperaturen är 10 °C, och den kallaste är mars, med −4 °C.